# شهاب أحمد الحميد
شهاب أحمد حسن الحميد، عامل طباعيّ، و‌صحفيّ، و‌مؤرّخ، ومحقّق، وكاتب عراقي، وقد عرف بمؤرخ تاريخ الطباعة. هو من مواليد سنة 1942، ببغداد، العراق. توفى في صبيحة الأربعاء 29 / 12 / 2021، وقد دفن في وادي السلام بالنجف الأشرف.

## النشأة
ولد شهاب أحمد الحميد من عائلة معيلها والده الذي كان يعمل عامل الطباعة في مطبعة الحكومة، وقد بدء الاستاذ شهاب الحميد العمل في المطابع قبل أن يبلغ الرشد في العام 1956، انتمى إلى الحزب الشيوعي العراقي في العام 1957 حيث حصل على «عضوية الشرف» لانتمائه دون سن الثامنة عشر، وعمل كناشط في الحزب.

## مؤلفاته

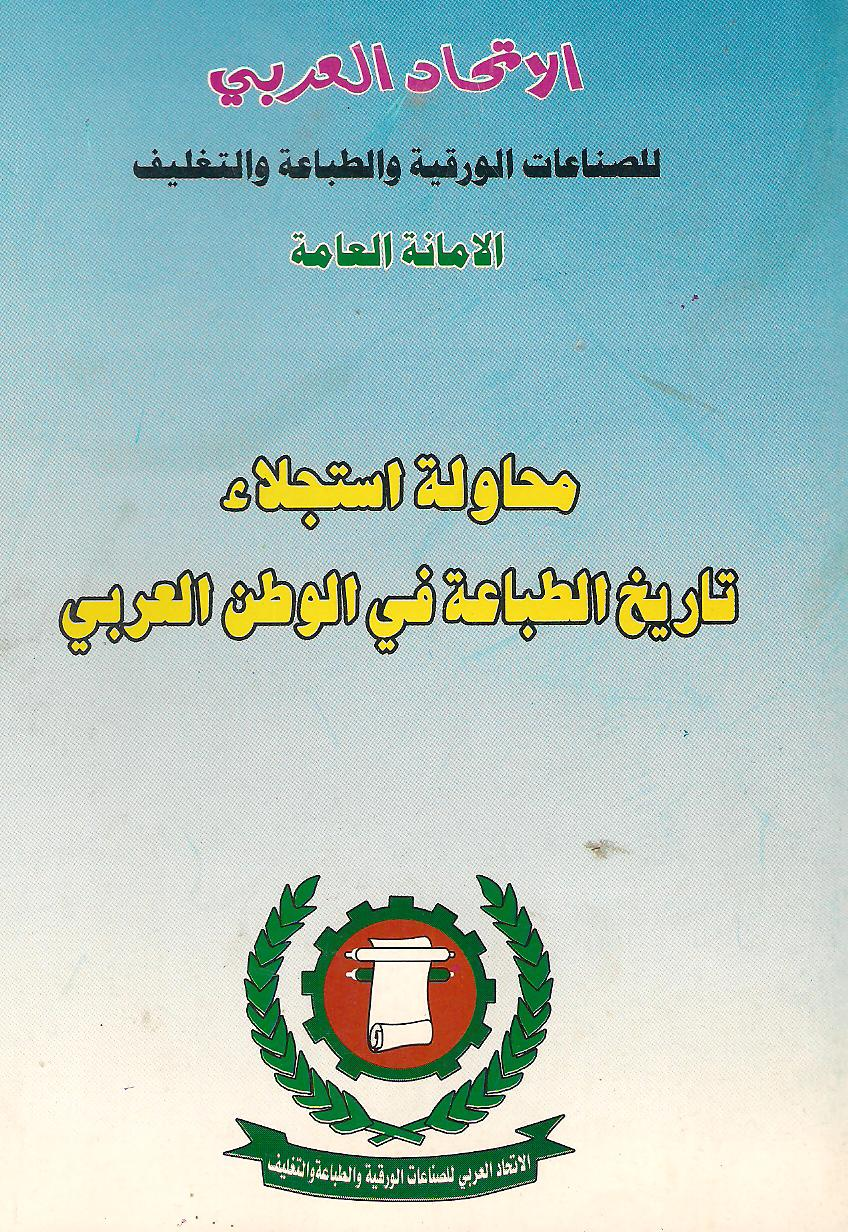
أحد كتبه

كتب عن العمال وقصصهم والطباعة وتاريخها، حتى بدأ تسطير «تأريخ الطباعة في العراق» ليكتب الجزء الأول منها وليلحق به جزء بعد جزء لتكون «موسوعة تأريخ الطباعة في العراق» بثمانية أجزاء، لتغني المكتبة العراقية بتأريخ الطباعة حيث تضمن كل جزء مرحلة من مراحل تطور الطباعة وكما يلي:
الجزء الأول – تاريخ الطباعة في العراق - مطابع القطاع الخاص (1830 - 1975) الطبعة الأولى سنة 1976 – قدم للكتاب الدكتور خليل صابات - يقع في 84 صفحة. الجزء الثالث - تاريخ الطباعة في العراق - جانب من النضالات العمالية (1929 – 1958). الجزء الرابع – تاريخ الطباعة في العراق – المدخل لدراسة مطابع القطاع الاشتراكي (1929 - 1958). الجزء الخامس - تاريخ الطباعة في العراق - دليل المطابع العراقية - الطبعة الأولى سنة 1990. الجزء السادس - كشاف تاريخ الطباعة في العراق (1830 - 2002). الجزء السابع - مصادر تاريخ الطباعة قي العراق.

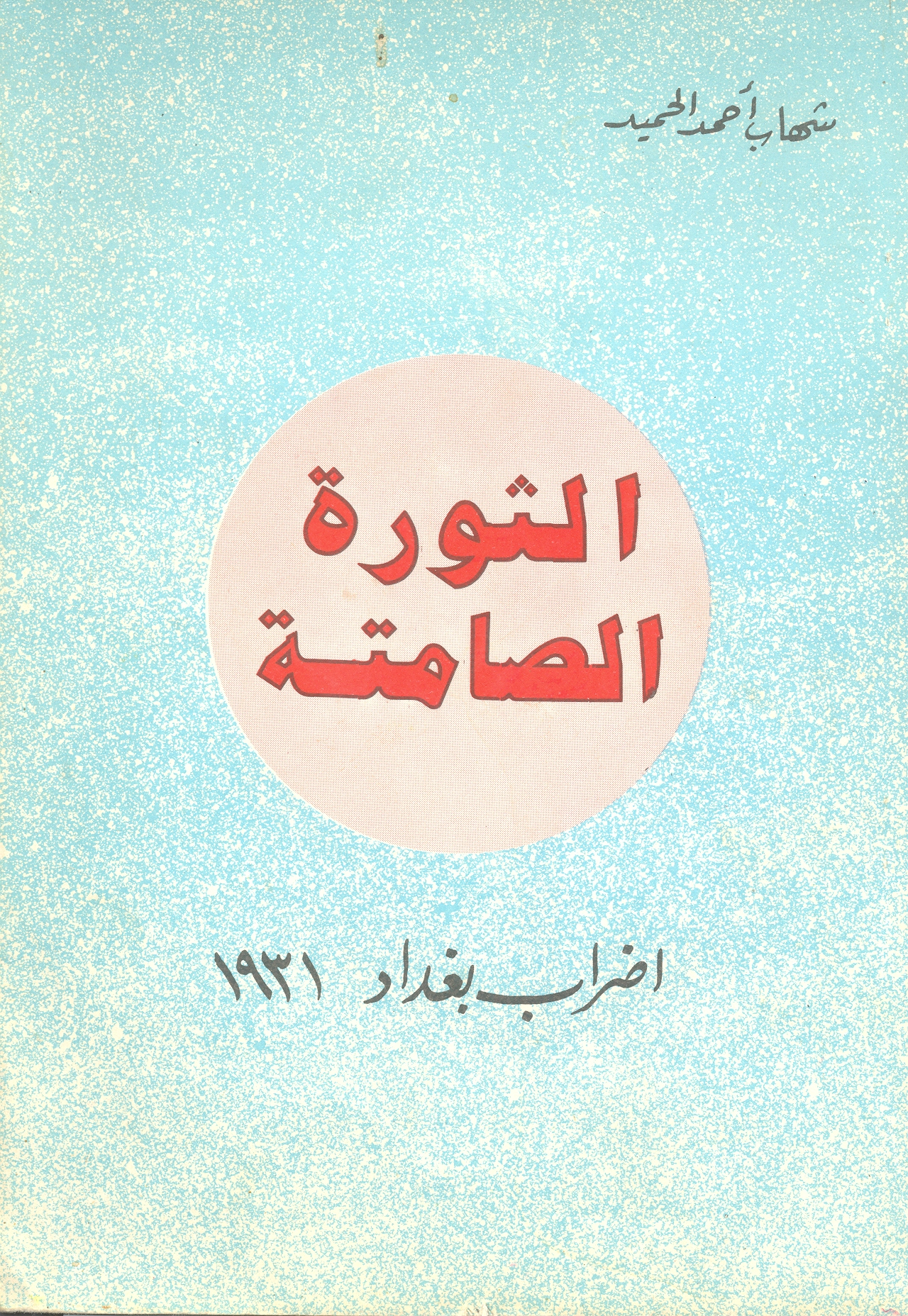
أحد كتبه